# Caldas da Rainha
Pour les articles homonymes, voir Caldas (homonymie).
Caldas da Rainha est une ville et municipalité de l’Ouest portugaise, dans la province de l’Estremadura, et l'Ouest et Vallée du Tage.
La municipalité a une superficie de 255,72 km2 et est peuplée de 51 729 habitants en 2011. Elle est subdivisée en 16 paroisses civiles (en portugais : freguesias).
La ville proprement dite est constituée de deux paroisses (Nossa Senhora do Pópulo et Santo Onofre) et était peuplée d’environ 29 000 habitants en 2001.
Station thermale de réputation ancienne, Caldas da Rainha est un important centre agricole dont les marchés sont très fréquentés ; c’est également une ville célèbre pour sa céramique aux motifs variés : feuilles de vigne, escargots, figurines caricaturales.

## Géographie
La municipalité est limitée au nord-est par la ville de Alcobaça, à l’est par Rio Maior, au sud par Cadaval, à l’ouest par Bombarral et par Óbidos et au nord-ouest par l’océan Atlantique.
La municipalité est située près de celle de Lourinhã, Peniche et Nazaré.

## Démographie
| 1801  | 1849  | 1900   | 1930   | 1960   | 1981   | 1991   | 2001   | 2004   |
| ----- | ----- | ------ | ------ | ------ | ------ | ------ | ------ | ------ |
| 1 470 | 8 486 | 20 971 | 29 207 | 37 430 | 41 018 | 43 205 | 48 846 | 51 403 |

| 2006   | 2011   | - | - | - | - | - | - | - |
| ------ | ------ | - | - | - | - | - | - | - |
| 52 270 | 51 729 | - | - | - | - | - | - | - |

## Subdivisions
La municipalité de Caldas da Rainha est composée des freguesias (paroisses) suivantes :
- A-dos-Francos
- Alvorninha
- Carvalhal Benfeito
- Coto
- Foz do Arelho
- Landal
- Nadadouro
- Nossa Senhora do Pópulo
- Salir de Matos
- Salir do Porto
- Santa Catarina
- Santo Onofre (Caldas da Rainha)
- São Gregório
- Serra do Bouro
- Tornada
- Vidais

## Galerie

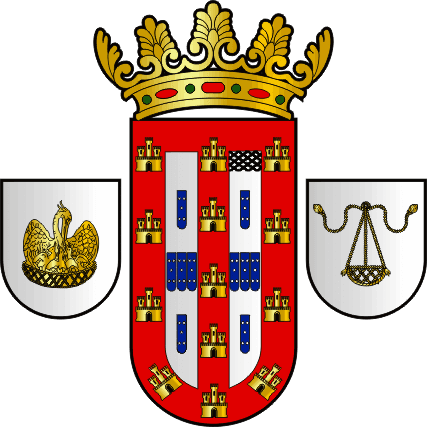
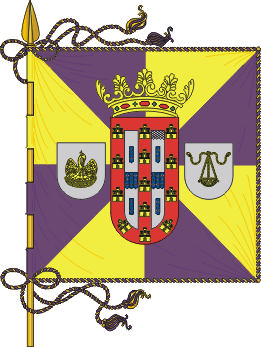
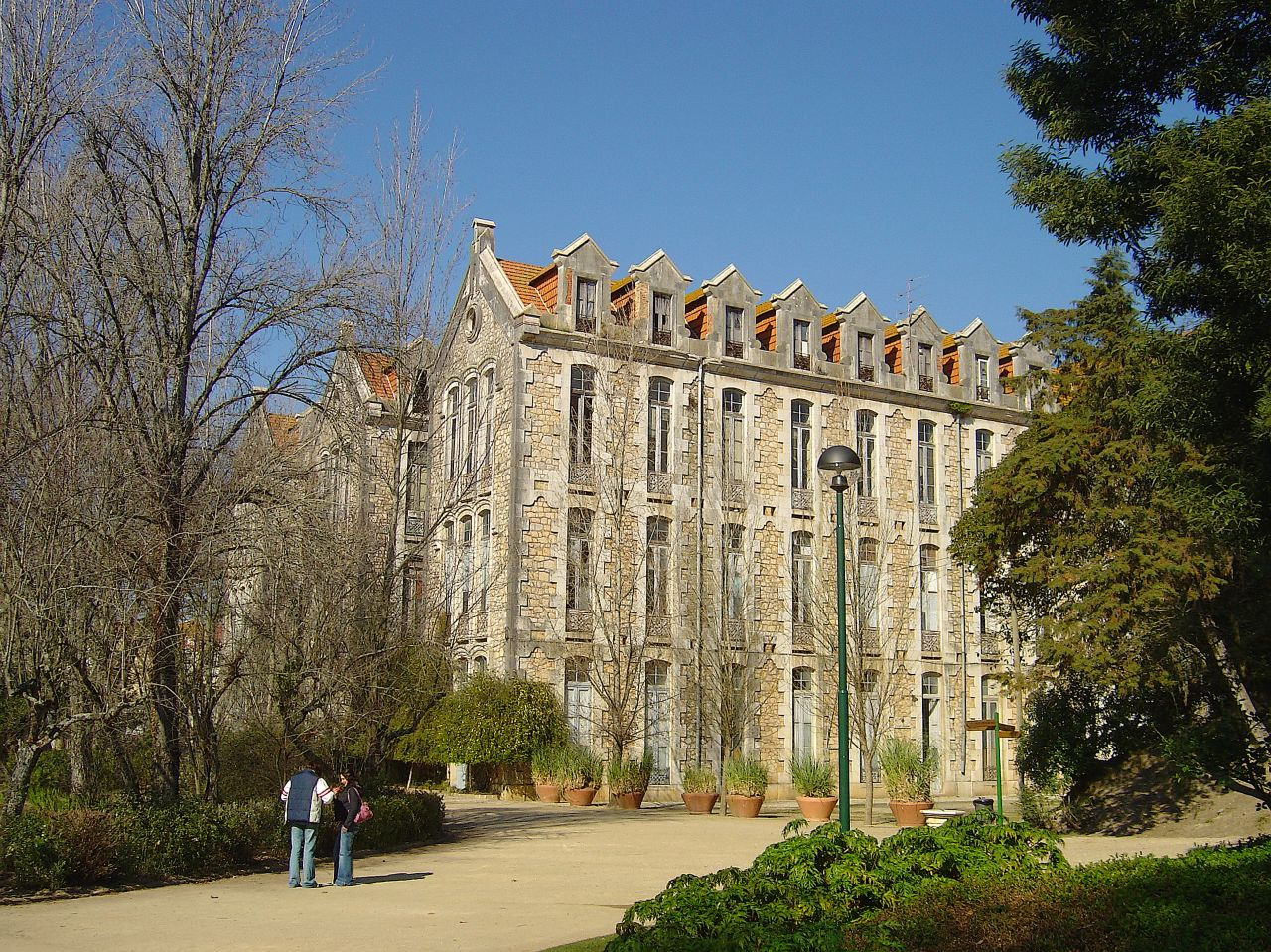

## Personnalités
- Manuel Mafra (1831-1905), céramiste ayant développé et renouvelé la céramique à Caldas da Rainha au XIXe siècle.